# Campo de Aviación, Veracruz
Campo de Aviación är en ort i Mexiko.   Den ligger i kommunen Coxquihui och delstaten Veracruz, i den sydöstra delen av landet, 180 km nordost om huvudstaden Mexico City. Campo de Aviación ligger 139 meter över havet och antalet invånare är 197.
Terrängen runt Campo de Aviación är kuperad åt sydväst, men åt nordost är den platt. Runt Campo de Aviación är det tätbefolkat, med 356 invånare per kvadratkilometer. Närmaste större samhälle är Olintla, 14,9 km sydväst om Campo de Aviación. Omgivningarna runt Campo de Aviación är en mosaik av jordbruksmark och naturlig växtlighet.